# 江馬章太郎
江馬 章太郎（えま しょうたろう、1858年4月19日（安政5年3月8日） - 1914年（大正3年）3月18日）は、明治時代の医師。

## 生涯
書家・漢詩人で医師の江馬天江を父に、蘭医・江馬榴園の長女を母として京都に生まれる。妻は淡海槐堂の次女。
オランダ海軍軍医の医学教師コンスタント・ゲオルグ・ファン・マンスフェルト（Constant George van Mansvelt, 1832年 - 1912年）、明治政府雇入れドイツ人医師ハインリヒ・ボート・ショイベ（de:Heinrich Botho Scheube, 1853年 - 1923年）から医学を、物理化学をエルヴィン・フォン・ベルツから直接学んだ。1877年（明治10年）には済生学舎に入学、順天堂病院にて学ぶ。1881年（明治14年）には祖父・江馬榴園（1804年 - 1890年）の跡を継ぎ、医師として開業した。
京都府立療病院、監獄医長、京都駆梅院（八阪病院の前身）院長を歴任し、1897年（明治30年）には京都府立医学専門学校教授・皮梅科部長兼耳鼻科長を兼任。京都における耳鼻科、皮膚科の開山として重きをなした。
長男の江馬務は風俗史学者、次女の熊谷恒子はかな書家として大きな業績を残した。